# Сайгон (футбольный клуб)
«Сайго́н» (вьет. Câu lạc bộ Bóng đá Sài Gòn) — вьетнамский футбольный клуб из города Хошимин.

## История
Клуб был основан в 2011 году в столице страны Ханое под одноимённым названием (вьет. Câu lạc bộ Hà Nội). Выступал в первом дивизионе. В 2016 году клуб, впервые пробившийся в высший дивизион, по ходу сезона переехал в Хошимин и был переименован в «Сайгон».

## Выступления в чемпионатах Вьетнама
| Сезон    | 2011 | 2012 | 2013 | 2014 | 2015 | 2016 | 2017 | 2018 | 2019 |
| -------- | ---- | ---- | ---- | ---- | ---- | ---- | ---- | ---- | ---- |
| Дивизион | 2    | 2    | 2    | 2    | 2    | 1    | 1    | 1    | 1    |
| Место    | 8    | 2    | 6    | 4    | 1    | 7    | 5    | 8    | 5    |